# Jazz Chisholm Jr.
Jasrado Prince Hermis Arrington « Jazz » Chisholm Jr.  (né le 1er février 1998 à Nassau, Bahamas) est un joueur de deuxième base des Ligues majeures de baseball jouant pour les Yankees de New York.

## Carrière

### Débuts
Jeune, l'idole de Jazz Chisholm est sa grand-mère Patricia Coakley qui a joué short-stop pour l'équipe nationale bahaméenne de softball dans les années 1980.
Recruté en juin 2015 par les Diamondbacks de l'Arizona en tant que joueur international, Jazz Chisholm Jr. évolue dans les ligues mineures de l’équipe. Agressif au bâton, la Bahaméen est considéré comme l'un des meilleurs prospects des Diamondbacks avant d'être échangé contre Zac Gallen en juillet 2019,. Pour ses débuts avec les Jumbo Shrimp de Jacksonville dans la ligue AAA, le jeune joueur impressionne avec un coup de circuit et un triple.

### Marlins de Miami
Le 2 septembre 2020, Jazz Chisholm Jr. devient le septième joueur bahaméen à disputer une rencontre de ligue majeure en jouant pour les Marlins de Miami. Une semaine plus tard, après plusieurs matchs peu productifs à la batte, Chisholm réussit un coup de circuit et un triple dans la défaite 29 à 9 des Marlins contre les Braves d'Atlanta.
Sélectionné pour le match des étoiles 2022, Jazz Chisholm Jr. ne peut pas y participer et doit déclarer forfait pour des douleurs dorsales. Cette blessure l’éloigne des terrains plusieurs semaines pendant l'été. Également blessé au ménisque, le joueur, indisponible pour le reste de la saison, choisit de se faire opérer

### Yankees de New York
Le 27 juillet 2024, les Marlins échangent Chisholm Jr. aux Yankees de New York contre les espoirs de ligues mineures Agustín Ramírez, Jared Serna, et Abrahan Ramírez. Chilsom Jr. frappe 4 coups de circuit lors de ses trois premiers matchs en tant que Yankee, établissant un record de franchise.